# Comuna de Rusiec
Rusiec (polaco: Gmina Rusiec) é uma gminy (comuna) na Polónia, na voivodia de Lodz e no condado de Bełchatowski. A sede do condado é a cidade de Rusiec.
De acordo com os censos de 2004, a comuna tem 5395 habitantes, com uma densidade 54,1 hab/km².

## Área
Estende-se por uma área de 99,73 km², incluindo:
- área agricola: 77%
- área florestal: 16%

## Demografia
Dados de 30 de Junho 2004:
|                      | Total   | Total | Mulheres | Mulheres | Homens  | Homens |
| -------------------- | ------- | ----- | -------- | -------- | ------- | ------ |
|                      | pessoas | %     | pessoas  | %        | pessoas | %      |
| População            | 5395    | 100   | 2697     | 50       | 2698    | 50     |
| Densidade (pop./km²) | 54,1    | 100   | 27       | 27       | 27,1    | 27,1   |

De acordo com dados de 2002, o rendimento médio per capita ascendia a 1476,08 zł.